# 太陽城棕櫚沙漠
太陽城棕櫚沙漠（英語：Sun City Palm Desert）是位於美國加利福尼亞州河濱縣的一個非建制地區。該地的面積和人口皆未知。

## 地理
太陽城棕櫚沙漠的座標為33°46′09″N 116°18′16″W / 33.76917°N 116.30444°W，而該地的平均海拔高度為2032米（即6669英尺）。